# Science
Science (cuvânt englez cu traducerea „știință” și pronunția /'sa.iəns/, v. AFI) este o revistă americană de știință înființată în anul 1880 cu o investiție a inventatorului american Thomas Edison de 10.000 dolari. Science este publicată săptămânal și este cea mai răspândită revistă săptămânală de știință și considerată cea mai prestigioasă revistă științifică din lume. Aproximativ 35-40 % din autorii corespondenți ai revistei sunt din afara Statelor Unite . Revista a început publicarea online din anul 1995.
Publicația are peste 130.000 de abonați, doar în 2008 fiind citată de peste 28.103 de ori, în publicațiile de știință din întreagă lume.
Anual, peste 11.000 de articole ajung la Science, din care doar 800 văd lumina tiparului. În anul 2014 revista avea un factor de impact de 33.611